# Distretto di Bauska
Il distretto di Bauska (in lettone Bauskas Rajons) è stato uno dei 26 distretti della Lettonia situato nella regione storica della Semgallia.
Confinava con i distretti di Jelgava, Riga, Ogre e con la Lituania.
In base alla nuova suddivisione amministrativa è stato abolito a partire dal 1º luglio 2009